# Denkmale und Gedenkstätten in Aue

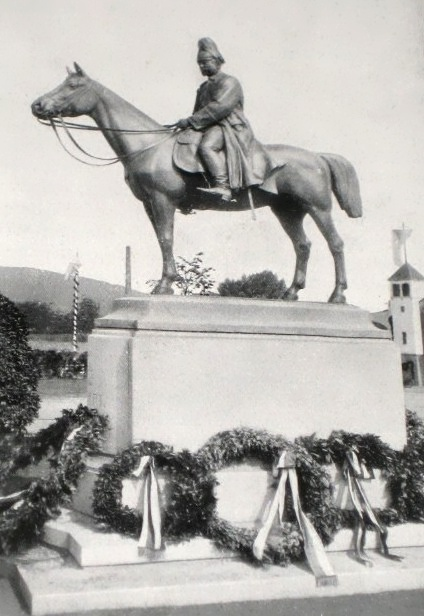
Nicht mehr vorhandenes Denkmal für König Albert auf dem damaligen Ernst-Geßner-Platz

Im Ortsteil Aue der erzgebirgischen Großen Kreisstadt Aue-Bad Schlema gibt es zahlreiche Denkmale und Gedenktafeln, die insbesondere Personen ehren. In diesem Artikel werden die vorhandenen Denkmale und Gedenkstätten in chronologischer Abfolge ihrer Errichtung oder Einweihung dargestellt. Ein gesonderter Abschnitt ist den nicht mehr vorhandenen Denkmalen gewidmet. Zusammen mit dem Artikel Brunnen und Skulpturen in Aue sind damit die meisten derartigen Objekte im öffentlichen Raum dargestellt.

## Vorhandene Denkmale

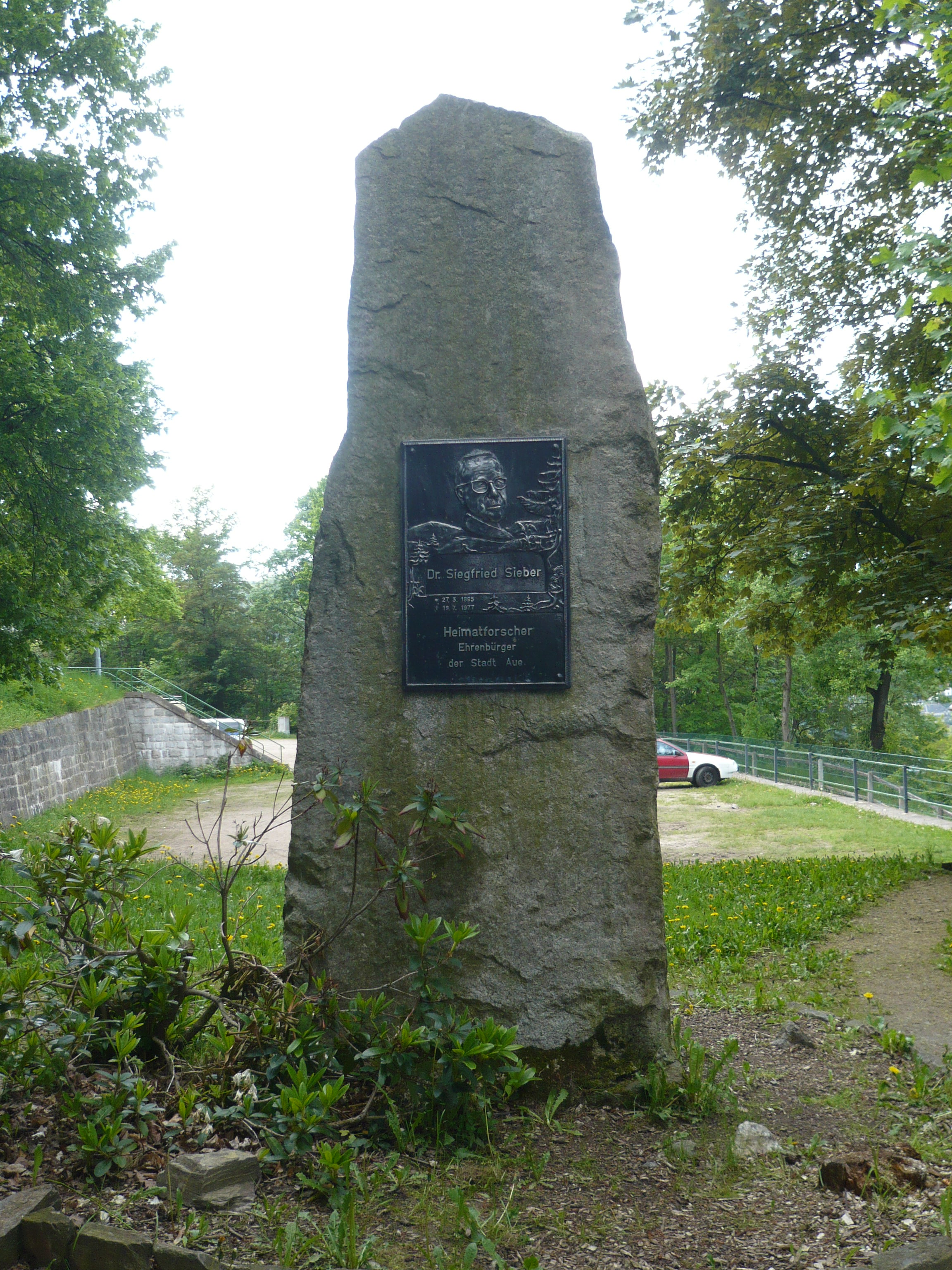
Für den Ehrenbürger Siegfried Sieber

### Einzelpersonen
- Dem Begründer des Naturheilvereins (1886), Karl August Müller, setzte der Kleingartenverein Eichert 1936 dort ein Denkmal: in einen Findling ist eine Bronzetafel mit Relief eingelassen.
- Der Pädagoge Friedrich Fröbel wird auf dem Brünlasberg mit einem Denkmal vor der heutigen Förderschule geehrt, das in den 1950er-Jahren vor einer Kinderkombination aufgestellt wurde, einem komplexen Gebäude aus Kinderkrippe und Kindergarten. Als symbolische Darstellung des von Fröbel empfohlenen Kinderspielzeugs wurden ein Würfel, ein Zylinder und eine Kugel aus Granit übereinander gestellt. Die Inschrift des Denkmals lautet: „Kommt, lasst uns unseren Kindern leben“.
- Die Stadtverwaltung ehrte mit der Einweihung eines Denkmals den Heimatforscher Siegfried Sieber (sieh Bild), der erstmals zusammenhängend in den 1920er-Jahren die Stadtgeschichte wissenschaftlich erforschte und die Ergebnisse veröffentlichte. Sieber wurde 1973 in die Liste der Auer Ehrenbürger aufgenommen. Beim genauen Betrachten des Gedenksteins für Sieber fällt auf, dass es sich hier um das frühere Kaiser-Wilhelm-Denkmal handelt, von dem die alte geschwungene Gedenkplatte entfernt wurde.
- Auf dem Zeller Berg steht seit 5. Oktober 1974 ein Denkmal für Juri Gagarin, den ersten Menschen im Weltall. Eine am Denkmal vorbeiführende neu angelegte Straße mit ihren Neubauten erhielt den Namen Juri-Gagarin-Ring.

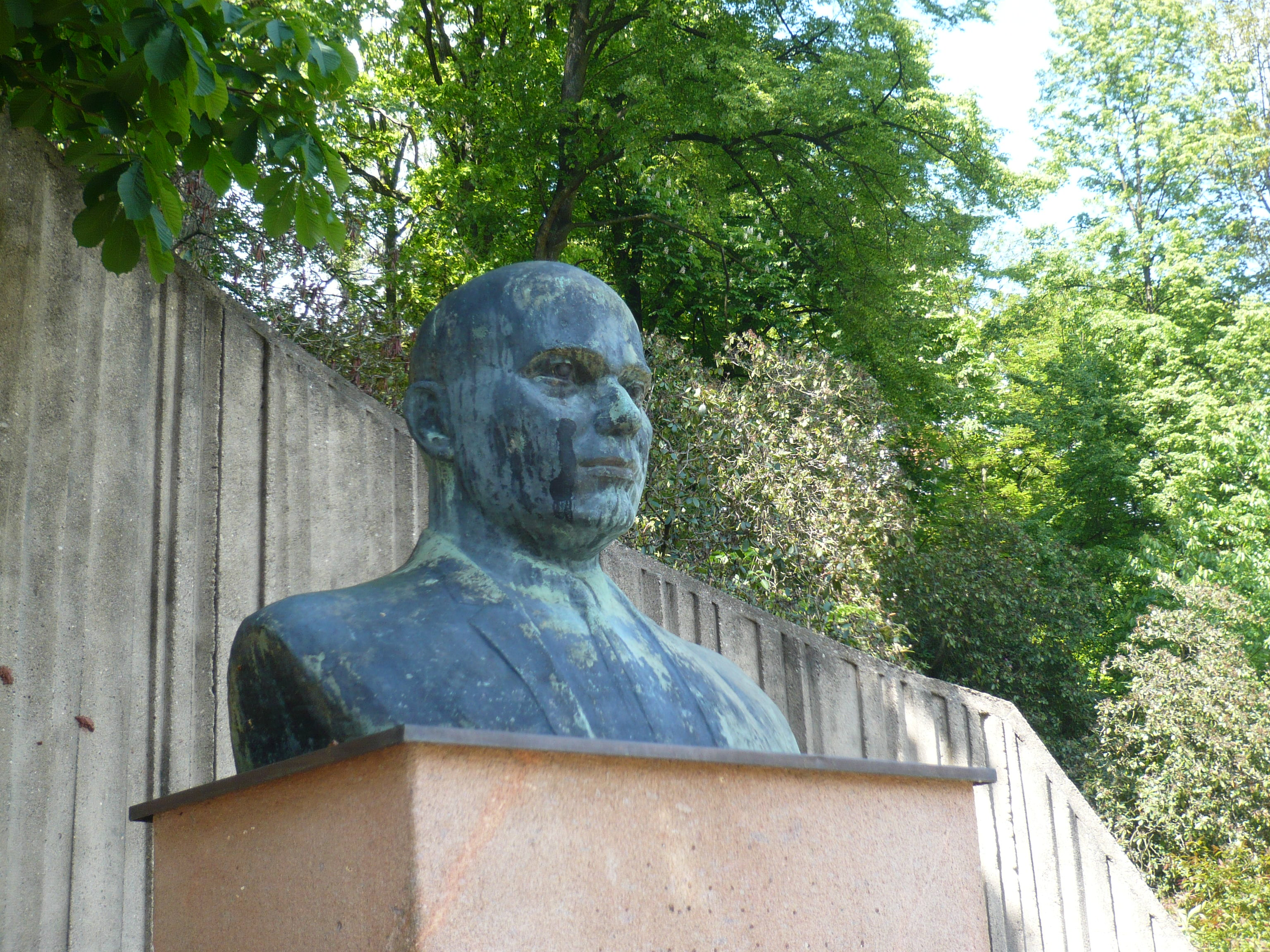
Thälmann-Büste am Kulturhaus

- Eine Ernst-Thälmann-Büste (siehe Bild) wurde 1958 am Rand des Stadtgartens enthüllt. Die Herstellung der Büste geht zurück auf eine Spende von Gerhard Hirsch, dem Begründer und langjährigen Leiter des Auer Blema-Chors. 1972 bekam die Büste einen neuen Platz vor einer symbolischen Fahne aus Beton. Eine Bepflanzung im Umfeld wertete die Anlage zu einer Thälmann Gedenkstätte auf.

### Personengruppen und Ereignisse

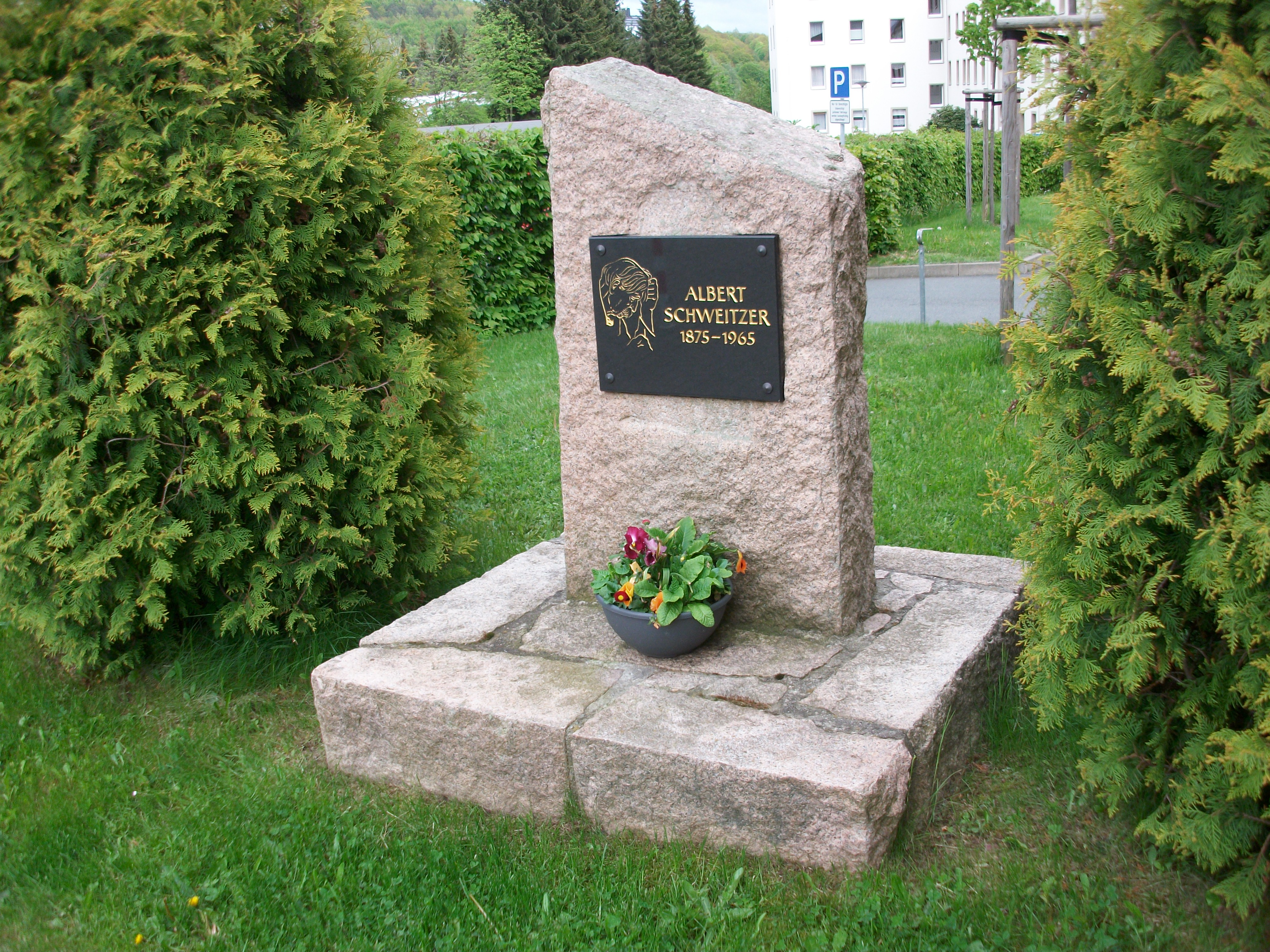
Für Albert Schweitzer bei der Albert-Schweitzer-Schule in Aue-Zelle

- Inmitten des von der evangelischen St. Nikolaigemeinde betreuten Städtischen Friedhofs befindet sich auf dem Mittelweg ein Denkmal für die im Ersten Weltkrieg Gefallenen Auer Bürger der St. Nikolaigemeinde. Das große steinerne Kreuz trägt auf dem Querbalken beidseitig die Inschrift „Für euch“, am Postament ist (in schlechter Erhaltung) zu lesen: „Zum Gedächtnis unserer lieben Gefallenen im Weltkrieg 1914–1918. Gemeinde St. Nicolai, Aue“. Die Weihe dieses Ehrenkreuzes erfolgte am 10. Oktober 1926 in Anwesenheit von Vertretern der Stadtverwaltung und zahlreicher Bürgervereine.[1]
- Aues I. Bürgerschule, 1902 an der Schwarzenberger Straße fertiggestellt, erhielt aus Anlass des 100. Geburtstages des Pädagogen Johann Heinrich Pestalozzi am 12. Februar 1927 den Ehrennamen Pestalozzischule.[2] Daran erinnern ein Gedenkstein und eine an der Giebelwand des Schulgebäudes angebrachte Tafel.
- 1927 setzte die evangelisch-lutherische Kirchgemeinde Aue-Zelle ihren gefallenen Gemeindemitgliedern direkt in der Friedenskirche ein Ehrenmal mit aufklappbaren Namenstafeln.
- Kurz nach dem Tod des Ehrenbürgers und Bildhauers Emil Teubner errichteten die Stadtväter einen Gedenkstein für ihn mit der Inschrift: „Emil Teubner. Dem Schnitzer und Bildhauer zum Gedenken. 1877–1958“.
- 1966 wurde ein Gedenkstein für Albert Schweitzer vor der 1877 gebauten Volksschule, einer späteren Sonderschule, enthüllt (siehe Bild). Diese Schule hatte von dem bedeutenden Urwaldarzt die Zustimmung erhalten, seinen Namen tragen zu dürfen.[3] Ein Jahr zuvor war Schweitzer in Lambarene gestorben.

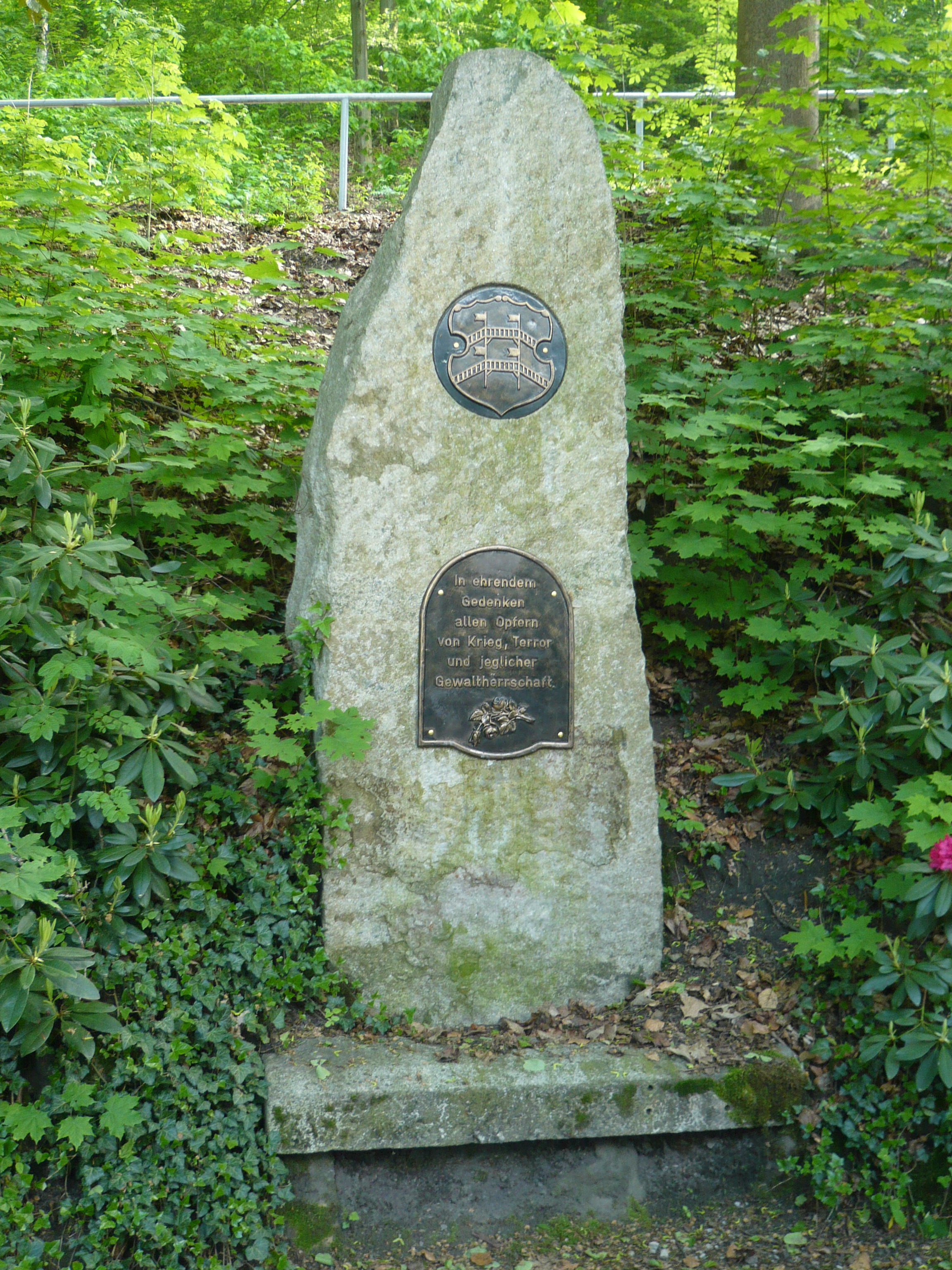
Für alle Opfer von Gewalt

- Am Zwitterweg am Fuß des Heidelsberges wurde 1996 vom Auer Bürgermeister ein Gedenkstein mit der Inschrift „In ehrendem Gedenken allen Opfern von Krieg, Terror und jeglicher Gewaltherrschaft“ enthüllt.[4] Dieses Denkmal ist der frühere Bismarck-Stein, von dem das Porträt und die Texttafel abgeschraubt wurden. Das Porträt ist durch das Auer Stadtwappen ersetzt und der Text ausgetauscht worden.[5]
- Im August 2011 erfolgte der erste Spatenstich für ein Einheitsdenkmal. Initiiert wurde die Planung und Realisierung von dem ehemaligen Landrat Heinz-Günter Kraus. Das Denkmal wurde nach einem Entwurf des Stadtarchitekten Wolfgang Unger angefertigt. Es besteht aus zwei kantig gebogenen und insgesamt 4,70 m hohen Edelstahlprofilen, die einzeln je eine sitzende Person symbolisieren und in Stahlbeton gefasst sind. Bei ihrer gegenläufigen Aufstellung bildet das Ensemble eine (zusammengewachsene) Figur. Die niedrige Umfassungsmauer enthält auf einer Tafel die Inschrift „20 Jahre friedliche Revolution und deutsche Einheit“. Nach den Worten des Initiators und des Architekten soll es „…kein reines Denkmal für die friedliche Revolution in der DDR [sein], sondern auch den späteren Demokratisierungsprozess und das manchmal sehr wechselhafte Zusammenwachsen mit den alten Bundesländern darstellen.“ Die Baukosten wurden mit 35.000 Euro beziffert.[6] Es wurde am 3. Oktober 2011 im Beisein des sächsischen Umweltministers Frank Kupfer eingeweiht und befindet sich auf dem Blumenrondell in der Nähe der Schillerbrücke, dort, wo bereits der Klatschweiberbrunnen steht. Bei der feierlichen Enthüllung wurde ausgedrückt, dass das Denkmal auch ein Symbol für die Partnerstädte Aue und Solingen bildet.[7]

## Vorhandene Gedenktafeln für Personen, Orte und Ereignisse
- Zum Gedenken an den Auftritt von Arbeiterführern im Versammlungssaal des Hotels Blauer Engel wurde 1911 dort im Vorraum eine gusseiserne Tafel angebracht mit dem Text: „Wilhelm Liebknecht sprach am 3. Januar 1877 und Otto Buchwitz am 16. Dezember 1911 im Saal des Blauen Engel.“
- Im Ortsgebiet Aue-Zelle erinnert eine Bronzetafel an dem früheren Hotel Zur Eiche, Gebäude Lößnitzer Straße 1, an die hier erfolgte Gründung des Erzgebirgsverein am 5. Mai 1878 mit folgendem Text: „Glückauf! 1878.1928. Heimatfreunde gründeten in diesem Hause am 5. Mai 1878 den ERZGEBIRGS=VEREIN.“
- Eine 1923 eingeweihte Tafel am Gebäude an der Kantstraße (heute Berufliches Schulzentrum für Wirtschaft und Sozialwesen Schwarzenberg – Außenstelle Aue) erinnert an die 1898 gegründete Öffentliche Handelsschule Aue mit folgendem Text: „1898–1923. Zur Erinnerung an die Gründung der öffentlichen Handelsschule zu Aue durch den kaufmännischen Verein am 1. April 1898 und die Übergabe der Schule in die Verwaltung der Stadt Aue am 1. Jan. 1921. Aue, am Jubiläumstage 1. Apr. 1923, Der kaufm. Verein des Auer Tales, Aue im Erzgebirge.“ Diese Schule hatte sich auf Initiative eines kaufmännischen Vereins 1897 aus der bereits vorhandenen Gewerblichen Fortbildungsschule ausgegliedert und zunächst in gemieteten Räumen der Städtischen Schule gearbeitet. In der neuen Lehreinrichtung wurden Fremdsprachen, Stenografie und Buchhaltung vermittelt und ihre Absolventen trugen zum weiteren wirtschaftlichen Gedeihen der schnell gewachsenen Industriebetriebe in Aue bei. 1907 erhielt die Handelsschule durch Unterstützung der Weberei Curt Bauer und des sächsischen Innenministeriums ein eigenes Gebäude.
Eine zweite Tafel im Eingangsbereich ehrt die Toten des Ersten Weltkrieges aus dieser Schule: „Den Helden aus dem Lehrerkollegium und der ehemaligen Schülerschaft der Handelsschule Aue. Die im Weltkriege 1914–1918 zum Schutze für des Vaterlandes Ruhm und Größe hinauszogen, dafür gestritten und gelitten haben und die auf dem Felde der Ehre geblieben sind, widmen in unauslöschlicher Dankbarkeit ein getreues Gedenken. Aue, am Jubiläumstag 1. April 1923. Die Kaufmannschaft des Auertales und die dankbare Schülerschaft.“
- Der Auer Verschönerungsverein, 1895 im Zusammenhang mit der Anlage des Stadtparks gegründet, hatte den Fabrikbesitzer Bernhard Lorenz dafür gewonnen, einen Pavillon für diesen Stadtpark zu stiften. Im Oktober 1912 erfolgte die offizielle Übergabe dieses runden und mit einem Kupferdach versehenen Säulentempels an die Öffentlichkeit, dessen Bau bereits 1898 begonnen wurde. Im Innenraum der Kuppel erinnert eine Gedenktafel mit folgendem Text an den Stifter: „Dieser Tempel ist zu Ehren unseres langjährigen Vorsitzenden, Herrn Bernhard Lorenz, erbaut vom Verschönerungsverein i. J. 1912“. Der Pavillon verfiel nach der Auflösung des Vereins in den 1940er-Jahren und in der DDR-Zeit zunehmend. Erst 1995 konnte eine umfassende Rekonstruktion erfolgen, wobei der kleine Tempel ein neues Kuppeldach und neue Wasserspiele erhielt.[5]
- Bei der Erschließung eines Steinbruchs an der Bockauer Talstraße hatten die Arbeiter einen Felsblock freigelegt, der wie eine Schweißnaht die Verbindung zwischen dem im Urmeer entstandenen Schiefer mit dem durch Vulkanismus gebildeten Granit offenbarte. Der hinzugezogene Freiberger Geologe Hermann Credner gab die Anregung, diese geologische Besonderheit mittels einer Erklärungstafel sichtbar zu machen. Im Jahr 1910 wurde eine Platte an dem Felsblock angebracht, die die Inschrift trug „Hier ruh’n Vulkan und Neptun in Granit und Phyllit als Hammerschmied“. Dieser für die Geologen und interessierte Laien besondere Gesteinsblock hieß wegen des Tafeltextes auch Der Hammerschmied. In den 1990er-Jahren entfernten Vandalen die Platte. Ein Kameramann fand bei Dreharbeiten in diesem Gelände die Tafel wieder, die gesäubert und 2003 wieder angebracht wurde.[5]
- Das Geländer der die Zwickauer Mulde überführenden Brücke im Zuge der Wettinerstraße enthält eine Gedenkplatte für Ernst Thälmann. Diese 1888 eingeweihte Brücke erhielt anlässlich ihres Neubaus 1958 den Namen Ernst-Thälmann-Brücke.

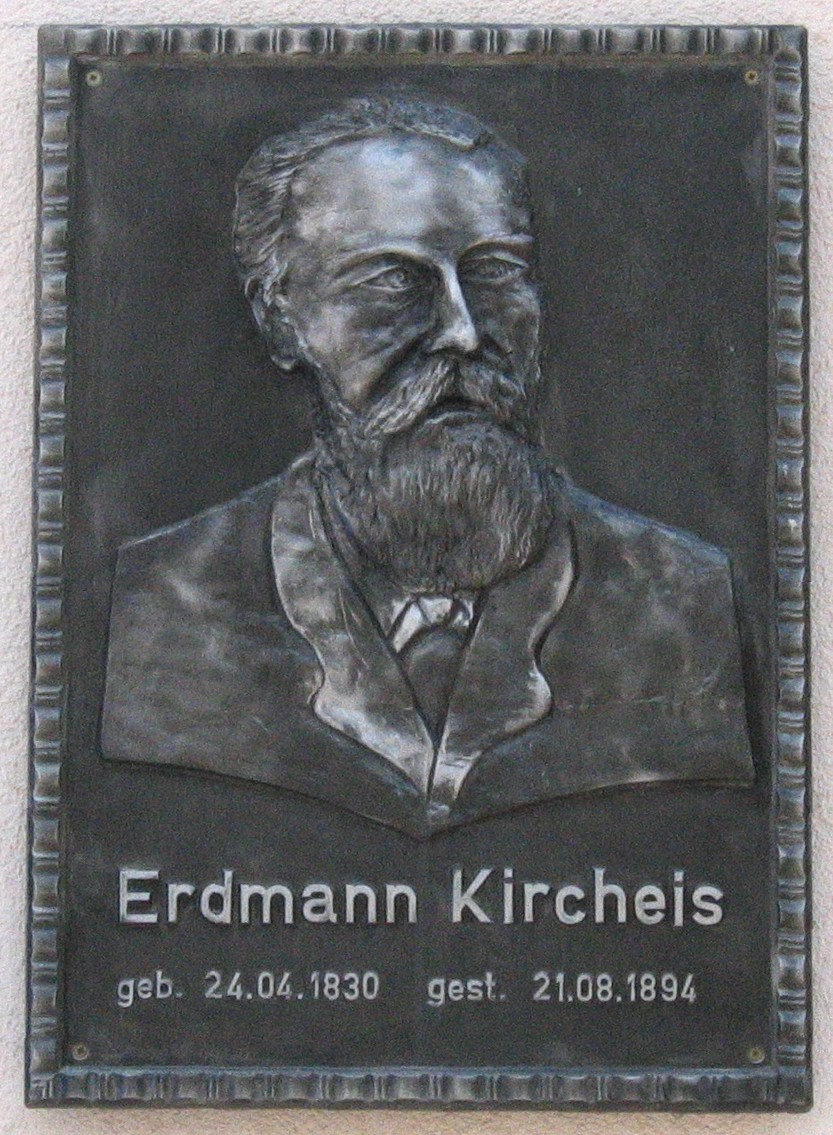
Gedenktafel für den Fabrikanten Erdmann Kircheis

- Der Fabrikant Erdmann Kircheis wird mit einer Tafel am heutigen Gebäudekomplex für die Schule für Technik, dem früheren Fabrikgebäude der Firma Hiltmann und Lorenz (Hilo), geehrt.
- An der Nickelhütte Aue verweist die Inschrift „Hüttenwerk seit 1635“ unter einem speziellen Wappen auf die Historie der Fabrikanlagen, die aus dem Blaufarbenwerk Niederpfannenstiel hervorgegangen sind. Weitere Tafeln am Eingangsgebäude und auf dem Betriebsgelände ehren den Chemiker Clemens Winkler, der hier von 1859 bis 1873 wirkte und das Element Germanium entdeckte sowie Veit Hans Schnorr, den Gründer des Blaufarbenwerkes.
- Die Brücke, die seit 1810 über das Schwarzwasser auf das Betriebsgelände der Nickelhütte führte, wurde durch das sogenannte Jahrhunderthochwasser am 13. August 2002 total zerstört. Die Stadt Aue gab einen Brückenneubau in Auftrag, der am 16. März 2004 eingeweiht wurde. An den beiden Brückenzugängen fanden Fundamentsteine der alten Brücke Platz und mittels gleichlautender Texttafeln wird an das Ereignis erinnert: „Zur Erinnerung. Fundamentstein aus dem Pfeiler der alten Brücke mit der Jahreszahl 1810, dem Jahr der Errichtung dieses Bauwerkes. Nach 192 Jahren Nutzung vom Jahrhundert-Hochwasser 12./13. August 2002 zerstört. An gleicher Stelle wurde die neue Brücke errichtet und durch den Bauherren, die Stadt Aue, am 16. März 2004 übergeben.“
- Eine Gedenktafel am früheren Landespolizeigebäude in der Schlemaer Straße ist den an dieser Stelle Gequälten in der NS-Zeit gewidmet: „In diesem Hause wurden 1933 aufrechte Antifaschisten eingekerkert und gefoltert. Ihr Kampf ist uns Mahnung und Vermächtnis.“
- An mehreren Häusern der Innenstadt (Rudolf-Breitscheid-Straße 39, Paul-Strösser-Straße 1 und Clara-Zetkin-Straße 27) erinnern seit den 1960er-Jahren bronzene Gedenktafeln an die dort wohnhaft gewesenen Personen, die durch Deportation oder Misshandlung umkamen: der Kommunist Otto Hempel, Paul Strösser (1946 durch Misshandlungen gestorben) und die Regimegegnerin Marie Müller, nach der eine Straße im Ortsteil Auerhammer benannt wurde.
- Die heutige Schillerbrücke, als Postbrücke 1899 über die Zwickauer Mulde errichtet und später mehrfach erneuert, erhielt im Schillerjahr 1984 ihren Namen nach dem deutschen Dichter Friedrich Schiller, was auf einer kupfernen Gedenktafel an einem Brückenpfeiler vermerkt ist.
- Das frühere Huthaus eines Zinnstollens an der Bockauer Straße wurde 1976 als Museum Traditionsstätte Erzbergbau neu eröffnet. Der behutsame Umgang mit der historischen Substanz beim Umbau durch die Baubeauftragten Wolfgang Unger und Johannes Heinichen führte zur Verleihung eines Architekturpreises und zur Anbringung der Hinweistafel „Ausgezeichnet mit dem Architekturpreis von Karl-Marx-Stadt“. Diese Traditionsstätte wurde mit Wirkung vom 1. Januar 1991 das Museum der Stadt Aue.
- Der Förderverein Klösterlein Zelle e.V.  stiftete 1998 anlässlich der 825-Jahr-Feier der Stadt Aue auf dem Friedhof am Klösterlein Zelle eine Tafel, die den kaum über seinen Heimatort hinaus bekannten Heinz Beck ehrt. Beck (1919–1992) zählt zu den renommierten Hobby-Heimatforschern, auf dessen Initiative die Kopie des Putzritzgemäldes an der früheren Klosterkirche Zelle zurückgeht. Außerdem befasste er sich ausführlich mit der Geschichte des Blaufarbenwerkes und der Geschichte der Friedenskirche (Aue-Zelle).
- Der Becherweg wird mittels einer Brücke in der Nähe der Nickelhütte Aue über das Schwarzwasser geführt. Diese 1934 errichtete Betonbrücke wurde beim Ausbau der Straße 1998/1999 neu errichtet. Bei ihrer Neueröffnung erhielt sie den Namen Siegfried-Jakob-Brücke und eine Gedenktafel wurde angebracht. Damit ehrten die Stadt und die Leitung der Nickelhütte den im August 1999 verstorbenen verdienstvollen Gesellschafter des Werkes Siegfried Jakob (11. Dezember 1931 bis 8. August 1999).
- Das Ortsgebiet Aue-Alberoda gedenkt seiner im Ersten und Zweiten Weltkrieg gefallenen Bürger mit einer Ehrentafel an der Alberodaer Straße, Einmündung Eisenbrückenweg. Die Bronzetafel wurde mit Spenden der Partei Freie Wähler Aue, der Freiwilligen Feuerwehr Alberoda, des Sportvereins Alberoda sowie des Geflügel- und Heimatvereins Alberoda finanziert und am 14. November 2004, dem Volkstrauertag, eingeweiht. Ihre Inschrift lautet: „In Gedenken an die im ersten und zweiten Weltkrieg gefallenen Kameraden von Alberoda. ‚Wir haben gelernt, wie die Vögel zu fliegen, wie die Fische zu schwimmen, doch wir haben die einfache Kunst verlernt, wie Brüder zu leben. – Martin Luther King‘“
- Sogar an den Abbau der Gleise von Aue nach Blauenthal wird mit einer Eisentafel erinnert: „Po 54. Ch–A 15.11.1875–1976. Ch–Bl 1976–1995. letzter Zug 22. September 1995. Demontage der Schienen am 24. September 2007“

## Gedenkstätten

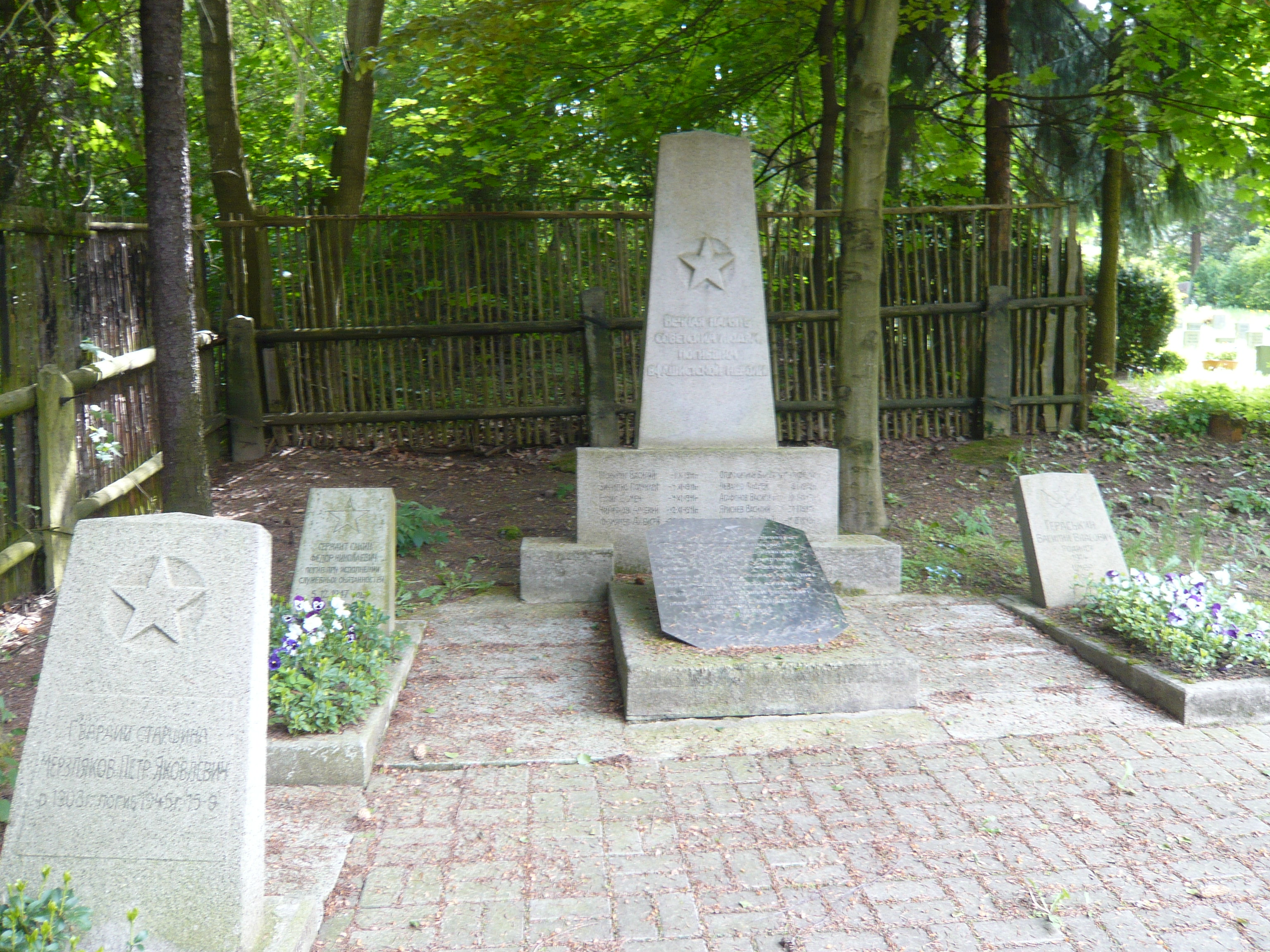
Ehrenmal für die sowjetischen Zwangsarbeiter und Armeeangehörigen

- Auf dem Friedhof der St. Nikolaigemeinde an der Schwarzenberger Straße steht ein Obelisk für zehn sowjetische Bürger, darunter ein Kind, die infolge der Zwangsarbeit in Aue umgekommen sind. (Übersetzung der russischen Inschrift: „Zum ewigen Gedenken an die sowjetischen Menschen, die in der faschistischen Sklaverei umgekommen sind.“) In dem kleinen Ehrenhain befinden sich auch Gräber und eine Gedenktafel für mehrere Angehörige der Roten Armee, die 1945 bis 1947 in Aue verstorben sind.
- Im Jahr 1955 weihte die Stadt Aue in einer kleinen Grünanlage zwischen Gellertstraße und dem Floßgraben' einen Betonobelisken mit einer Bronzetafel als Ehrenmal für gefallene sowjetische Soldaten ein.[8]
- Ebenfalls auf dem Nikolai-Friedhof befindet sich ein in eine Wiese eingebettetes symbolisches Gräberfeld, das auf insgesamt acht Betonplatten die Namen der Toten (ohne Angabe von Lebensdaten) des Zweiten Weltkrieges trägt.
- Das Diakonissenhaus Zion erhielt auf dem Gelände des Städtischen Friedhofs eine Fläche zur Bestattung ihrer verstorbenen Schwestern. Hier weist ein Gedenkstein auf das Wirken der Schwestern des Hauses hin. Seit den 1970er-Jahren sind mehr als 100 ehemalige Schwestern beigesetzt.
- Der Künstler Gunter Demnig hat in Aue mehrere Stolpersteine zur Erinnerung an Opfer des Nationalsozialismus verlegt – siehe Liste der Stolpersteine in Aue.

## Verlorene Denkmale

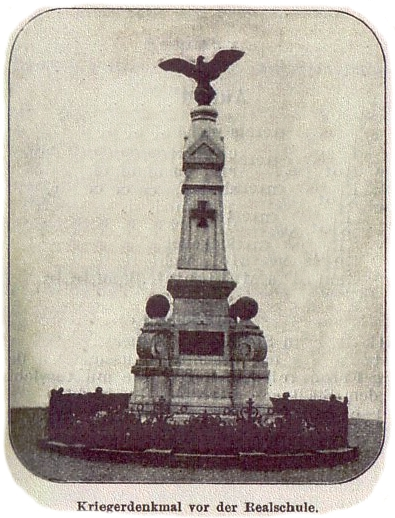
Ehrung der in den Kriegen 1866 und 1870/71 Gefallenen

- Ende des 19. Jahrhunderts war es üblich geworden, den in Kriegen gefallenen Soldaten Monumente zu setzen, die allgemein Kriegerdenkmal genannt werden. Mehrere solcher Gedenkstätten gab es in Aue, von denen mindestens drei heute nicht mehr vorhanden sind. Sofern die Denkmale keine exponierte Lage hatten, keine kriegerische Darstellung verkörperten und vor allem keinen revanchistischen Charakter aufwiesen, ließen die Stadtväter sie nach 1945 als allgemeines Totengedenken zunächst stehen. Bei späteren Umgestaltungsarbeiten oder Neubauten wurden sie dann beseitigt.
  - 1893 hatte die Stadtverwaltung ein Denkmal für die Toten der Kriege von 1866 und 1870/71 vor der Volksschule/Realschule in der Schwarzenberger Straße unterhalb der St. Nicolaikirche errichten lassen.[9][10][11] Die Schule wurde 1945 von der Sowjetarmee belegt, das Denkmal nach Informationen von Zeitzeugen zunächst eingehaust, später abgetragen. Das umgebende Rondell wurde bepflanzt.

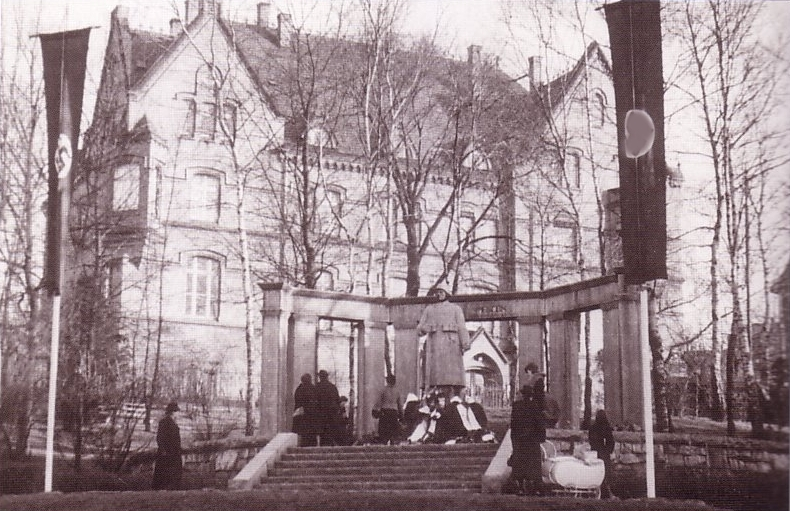
Für die Gefallenen des Ersten Weltkriegs in der Lutheranlage von 1931

- - Ein 1924 gebildeter Verein initiierte ein Kriegerdenkmal für alle Gefallenen des Ersten Weltkriegs. Dieses Ehrenmal konnte am 31. Oktober 1931 auf dem Lutherplatz unterhalb des Pfarrhauses der St.-Nicolai-Gemeinde eingeweiht werden (siehe Bild).[9][12] Ein sich auf ein Gewehr stützender Soldat erhob sich auf einem quadratischen Postament, an dem die Jahreszahlen des Krieges eingraviert waren. Hinter dem steinernen Krieger stand ein aus vier eckigen Doppelsäulen gebildetes Torsegment mit der Inschrift „Unseren Helden“. Der Krieger auf dem Postament und die Inschrift wurden kurze Zeit nach 1945 entfernt. Die Säulenreihe stand bis weit in die 1960er Jahre.

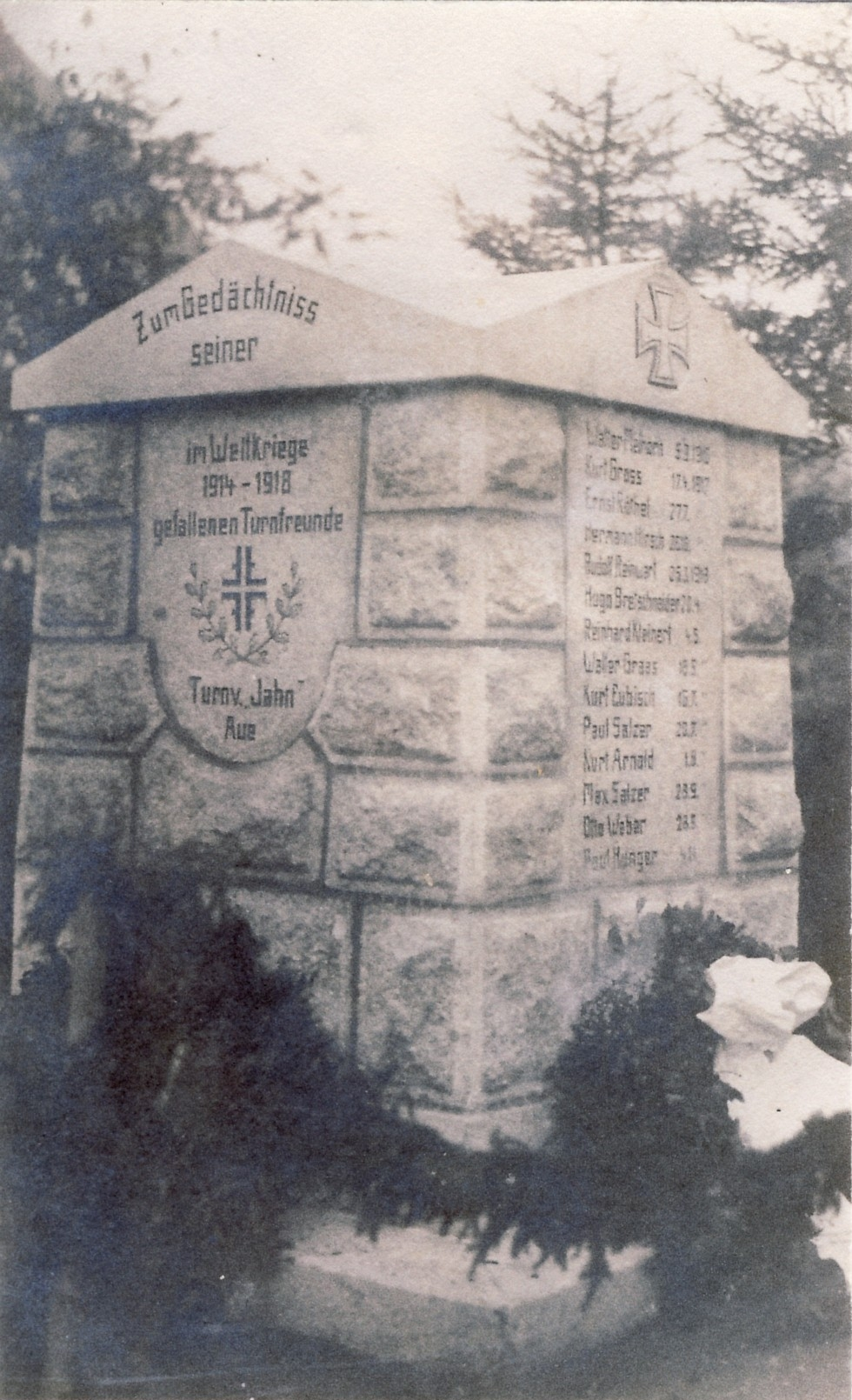
„Zum Gedächtnis seiner im Weltkriege gefallenen Turnfreunde – Turnv. Jahn“

- - An der Gabelsbergerstraße Ecke (heutige) Clara-Zetkin-Straße ließ der Turnverein Jahn um 1920 ein Denkmal zu Ehren der im Ersten Weltkrieg umgekommenen Turner aus Aue-Zelle errichten. Das Monument in der kleinen Parkanlage in der Nähe der Oberrealschule bestand aus behauenen Granitsteinen auf quadratischem Grundriss und war etwa zwei Meter hoch. Die Inschriften wurden unleserlich, ob wissentlich beseitigt oder von der Witterung bedingt, ist nicht nachweisbar. So stand es bis in die späten 1970er-Jahre. Bei der Umgestaltung der Grünanlagen wurde es schließlich abgetragen und an der Stelle ein Kinderspielplatz errichtet.
  - Weitere Kriegerdenkmale in Form von Gedenksteinen oder Gedenktafeln gab es an der alten Auerhammer Schule[13] (welches heute noch in Resten existieren soll), in der Fachschule für Blechbearbeitung Aue, in der Oberrealschule (heutiges Clemens-Winkler-Gymnasium) und für die Auer Turnerschaft am unteren Festplatz am Heidelsberg.

- Für Otto von Bismarck wurde am 2. September 1895 eine granitene Stele am Fuß des Heidelsbergs aufgestellt, die ein Porträt des Geehrten und einen Gedenktext enthielt.[5] Anlass war die Verleihung der Ehrenbürgerwürde an den deutschen Reichskanzler. Seit dem Ende des Zweiten Weltkrieges wohl ohne Reliefmedaillon erfolgte 1996 die Umwidmung des Gedenksteins „Allen Opfern von Gewalt“ (siehe oberes Bild).
- Zur Ehrung des damaligen deutschen Kaisers Wilhelm I. stellte die Stadt Aue am 100. Geburtstag des Herrschers 1897 im Stadtpark einen weiteren Gedenkstein auf. (In den 1970er-Jahren wurde er umgewidmet für den Ehrenbürger Siegfried Sieber, siehe oben.)
- Der Auer Verschönerungsverein veranlasste schließlich 1898 den Bau einer Tuffsteingrotte im Stadtpark, die mit einem Medaillon des Königs Albert versehen war und an der eine Gedenktafel an die 25-jährige Regentschaft dieses sächsischen Königs erinnerte. Später wurde die Grotte wegen Baufälligkeit abgetragen.
- Im Juni 1907 erfolgte die feierliche Einweihung eines Reiterdenkmals für eben diesen König Albert auf dem Ernst-Geßner-Platz (heute Postplatz) in Anwesenheit des Königs. Das von dem Wäschereifabrikanten Kommerzienrat Friedrich Wilhelm Gantenberg gestiftete Denkmal hatte der Leipziger Künstler Carl Seffner geschaffen.[5] Nach dem Ende des Zweiten Weltkriegs entfernten die neuen Machthaber das Königsmonument, wahrscheinlich im Zusammenhang mit der Umbenennung des Platzes in Generalissimus-Stalin-Platz. Heute befindet sich am Ort des Denkmals ein steinerner Brunnen inmitten einer kleinen Grünanlage im Zentrum des Postplatzes.
- Nachdem 1905 die frühere Waltherwiese als Teich- und Parkanlage umgestaltet worden war, stellte die Verwaltung 1908 ein Denkmal für die gerade verstorbene Königin Carola von Sachsen auf und nannte den großzügig angelegten Park Königin-Carola-Anlagen. Das Denkmal, das von einem Bronzemedaillon der Königin geschmückt war, ist verschollen.
- Am 30. April 1916 wurde an der Ecke Poststraße / Schneeberger Straße eine gusseiserne Büste des Generalfeldmarschalls Paul von Hindenburg auf einem zwei Meter hohen Sockel als Kriegswahrzeichen der Stadt Aue aufgestellt. Mit dieser Aktion mitten im Ersten Weltkrieg war eine Spendensammlung verbunden, die bis zur Aufstellung des großen Denkmals 8600 Mark einbrachte.[5] Wo die Büste abgebliebn ist, ist nicht überliefert.
- Der Schmied, eine Betonwerksteindarstellung eines Blechschmieds aus dem Jahr 1936, angefertigt von Otto Poertzel aus Coburg im Auftrag des Auer Verschönerungsvereins, stand seit 1937 im umgestalteten Auer Stadtgarten. Dieses Denkmal wurde nach fünfjährigem Hin und Her auf Weisung der damaligen Stadtverwaltung 1958 auf einem städtischen Lagerplatz für Baumaterialien entsorgt. Wahrscheinlich war die monumentale Darstellung nicht mehr zeitgemäß und zugleich sollte der Stadtgarten umgestaltet werden. Im Jahr 2005 hat ein Steinmetz einige Teile wiederentdeckt und den Ankauf beantragt.[14] Seitdem wird die Restaurierung und Wiederaufstellung diskutiert, ein Ergebnis liegt bisher nicht vor (Stand Mai 2021).